# Red Lightning
Red Lightning est un jeu vidéo de type wargame créé par Norm Koger et publié par Strategic Simulations à partir de 1989 sur Amiga, Atari ST et IBM PC. Le jeu simule une hypothétique invasion de l’Europe par l’URSS.

## Système de jeu
Red Lightning est wargame qui simule, au niveau opérationnel, une hypothétique invasion de l’Europe par l’Union soviétique. Le joueur peut commander les forces de l’OTAN ou celles des soviétiques. Dans le premier cas, son objectif est de contenir l’avancée ennemie jusqu’à l’arrivée de renforts. Dans le second, il tente de briser les défenses de l’OTAN pour envahir l’Europe centrale. Le jeu se concentre sur les combats terrestre et aérien dans le centre de l’Europe. L’impact des combats navals et des batailles d’Islande et de Norvège sont pris en compte dans la simulation mais ne sont pas géré directement par les joueurs. Le jeu se déroule au tour par tour, chaque tour représentant une durée de douze heures. Une partie peut durer 20 ou 60 tours suivant le choix du joueur. La partie se déroule sur une carte représentant l’Europe centrale, de la Pologne à l’est au Benelux à l’ouest et du Danemark au nord à l’Autriche au sud. La carte est divisée en cases hexagonales, qui représentent une distance d’environ 25 kilomètres. L’écran principal n’affiche qu’une portion de la carte, de 14x7 cases, mais une mini-carte montre la totalité du champ de bataille. Sur la carte sont représentées les unités, qui correspondent à des divisions, et les différents types de terrains. Les unités soviétiques apparaissent en rouge et celles de l’OTAN en bleu. 

## Publication
Développé par Norm Koger, Red Lightning est publié par Strategic Simulations en août 1989 sur Atari ST et IBM PC,. Il est porté sur Amiga en septembre de la même année.

## Accueil
| Red Lightning            |      |       |
| Média                    | Pays | Notes |
| Gen4                     | FR   | 79 %  |
| The Games Machine        | GB   | 84 %  |
| Amiga Computing          | GB   | 92 %  |
| Amiga Format             | GB   | 90 %  |
| Amiga User International | GB   | 8/10  |

## Postérité
Après avoir développé Red Lightning, Norm Koger s’appuie sur son moteur de jeu pour en créer deux suites,  Conflict: Middle East et Conflict: Korea, se déroulant dans le contexte de la guerre froide. La première, publiée par Strategic Simulations en 1991, transpose le système de jeu de son prédécesseur au Moyen-Orient et retrace la guerre du Kippour ainsi qu’un  conflit israélo-arabe hypothétique. La seconde, publiée par Strategic Simulations en 1992, se déroule en Corée en 1950 et retrace la première année de la guerre de Corée. Comme son prédécesseur, il propose également un scénario hypothétique qui simule une invasion de la Corée du sud par les nord-coréen en 1995. Outre le changement de contexte, chaque suite bénéficie d’améliorations technique, notamment au niveau des graphismes, de l’interface et de l’intelligence artificielle.